# 印第安座π
印第安座π，又名CP-58 7911，HD 208149、SAO 247230、HR 8362，是印第安座的一颗恒星，视星等为6.19，位于銀經335.36，銀緯-46.69，其B1900.0坐标为赤經21h 49m 13s，赤緯-58° -46.69′ 23″。